# Lapát

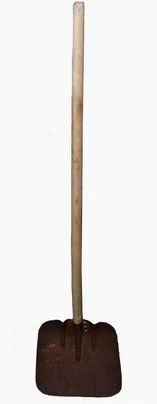
Szögletes alakú lapát

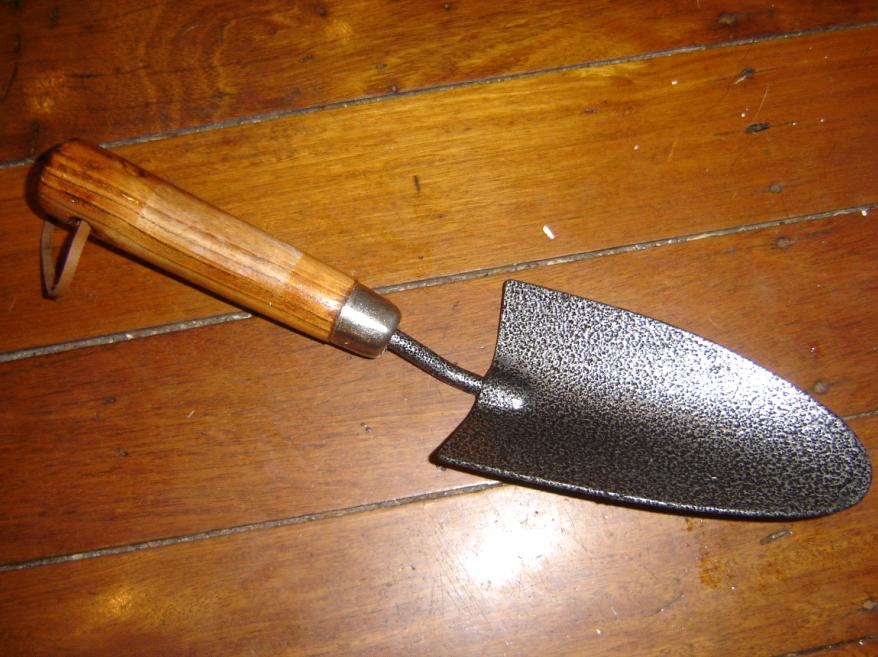
Kerti lapát

A lapát vagy ásólapát a talajművelés kézi eszköze. A földdarab elválasztása mellett annak rövid távolságra való szállítására használható, mivel a lapáton lévő földdarabot többnyire kidobják az ásás helyéről. Föld mozgatása mellett homok, kavics, folyékony beton, hó, stb mozgatására is használatos.
Célszerűen a lap és a nyél tompaszöget zár be, mert különben a lapát használója a föld felemelésénél kénytelen volna igen mélyen lehajolni. Hogy a laza föld vissza ne hulljon, a lapát két szélső oldala és a nyél felőli éle fel van hajtva. 
A lapát elejének szív alakja a talajba vagy a lapátolandó egyéb anyagba (pl. darabos szénbe) való behatolást könnyíti meg. Azonban célszerűbb a talaj lazítását inkább ásóval végezni. 
Szállító lapátok részére 2 mm lapvastagság elégséges. Az átlagos lapát súlya 2-3,5 kg.
Virágok gondozása céljából létezik rövid nyéllel rendelkező lapát, aminek az ásó része nagyjából félbevágott henger alakú, eleje pedig kissé hegyes, hogy könnyen a talajba hatolhasson. Ez átmenetet képez a nagyobb méretű lapát, illetve az ásó funkciója között. Hasonló kivitelben létezik ásó gyermekek részére is („gyermeklapát”). Ez gyakran rugalmas műanyagból készül.

## Kapcsolódó szócikk
- Szívlapát